# Andrena apasta
Andrena apasta is een vliesvleugelig insect uit de familie Andrenidae. De wetenschappelijke naam van de soort is voor het eerst geldig gepubliceerd in 1961 door Linsley & MacSwain.